# Eulophia cristata
Eulophia cristata är en orkidéart som först beskrevs av Adam Afzelius och Olof Swartz, och fick sitt nu gällande namn av Ernst Gottlieb von Steudel. Eulophia cristata ingår i släktet Eulophia och familjen orkidéer. Inga underarter finns listade i Catalogue of Life.